# Fedir Hładusz
Fedir Pyłypowycz Hładusz (ukr. Федір Пилипович Гладуш, ur. 30 sierpnia?/12 września 1913 we wsi Żukiwci w rejonie obuchowskim w obwodzie kijowskim, zm. 10 listopada 1995 w Kijowie) – radziecki wojskowy, podpułkownik, Bohater Związku Radzieckiego (1945).

## Życiorys
Urodził się w ukraińskiej rodzinie chłopskiej. W 1934 ukończył fakultet robotniczy Kijowskiego Instytutu Garbarskiego, w 1936 został powołany do Armii Czerwonej, w 1940 ukończył wojskową szkołę samochodową w Połtawie. W 1941 został instruktorem w szkole wojskowej, od 1942 należał do WKP(b), od marca 1944 uczestniczył w wojnie z Niemcami, był zastępcą dowódcy batalionu 49 Gwardyjskiej Brygady Pancernej 12 Gwardyjskiego Korpusu Pancernego 2 Gwardyjskiej Armii Pancernej 1 Frontu Białoruskiego w stopniu kapitana. 16/17 stycznia 1945 wyróżnił się w walkach o Sochaczew, gdzie jego batalion zadał Niemcom duże straty w ludziach i sprzęcie i uratował przed rozstrzelaniem przez niemieckich żołnierzy 250 radzieckich jeńców. Po wojnie nadal służył w armii, w 1960 w stopniu podpułkownika zakończył służbę. Pracował w zakładzie remontu samochodów w Kijowie. Został pochowany na Cmentarzu Bajkowa. Jego imieniem nazwano szkołę średnią w jego rodzinnej wsi.

## Odznaczenia
- Złota Gwiazda Bohatera Związku Radzieckiego (24 marca 1945)
- Order Lenina
- Order Czerwonego Sztandaru (dwukrotnie)
- Order Wojny Ojczyźnianej I klasy (dwukrotnie)
- Order Czerwonej Gwiazdy

I medale.